# Suka Damai (Madang Suku III)
Suka Damai is een bestuurslaag in het regentschap Ogan Komering Ulu van de provincie Zuid-Sumatra, Indonesië. Suka Damai telt 2508 inwoners (volkstelling 2010).